# تربة مدكوكة

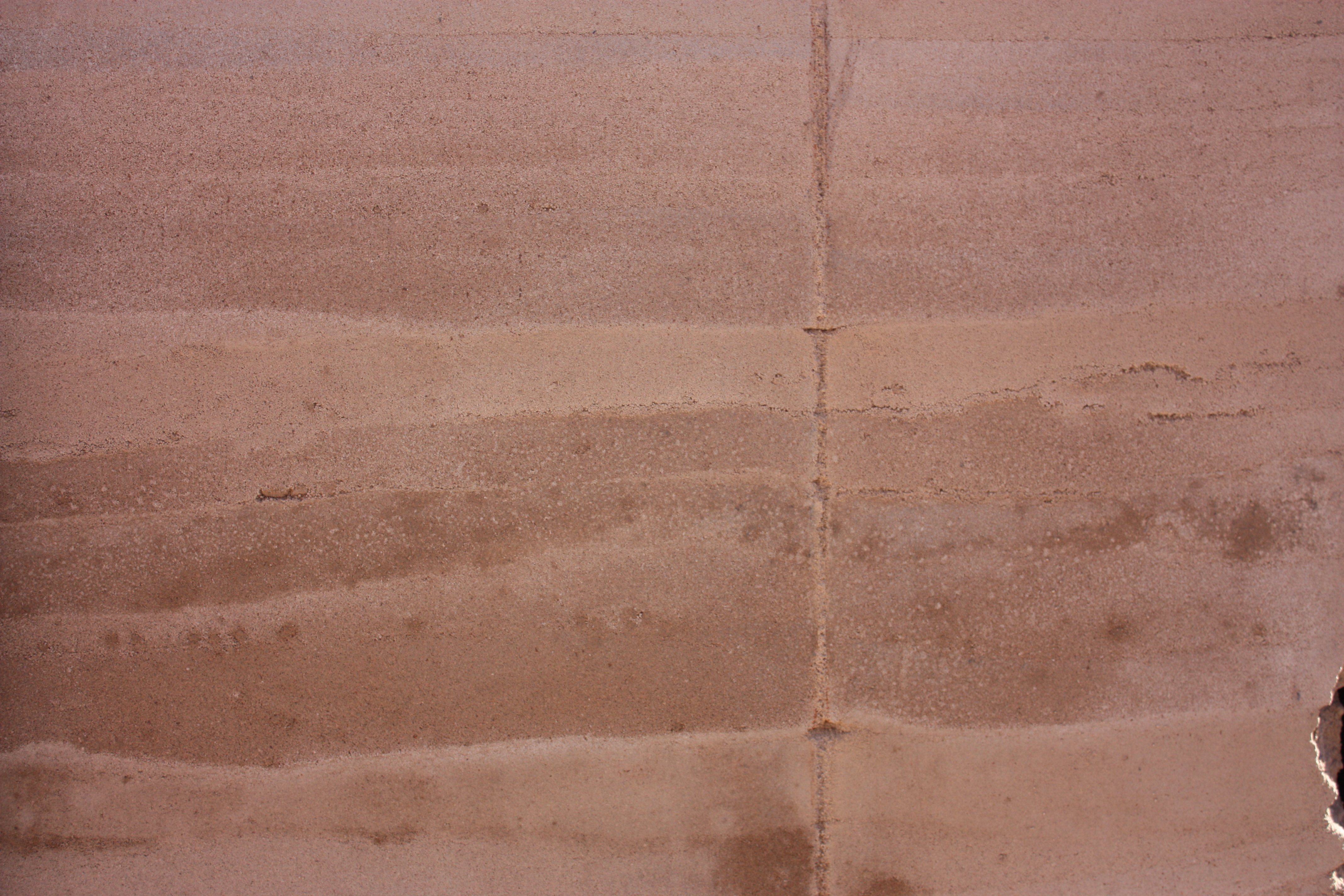
صورة عن قرب لحائط مبني بالتربة المدكوكة

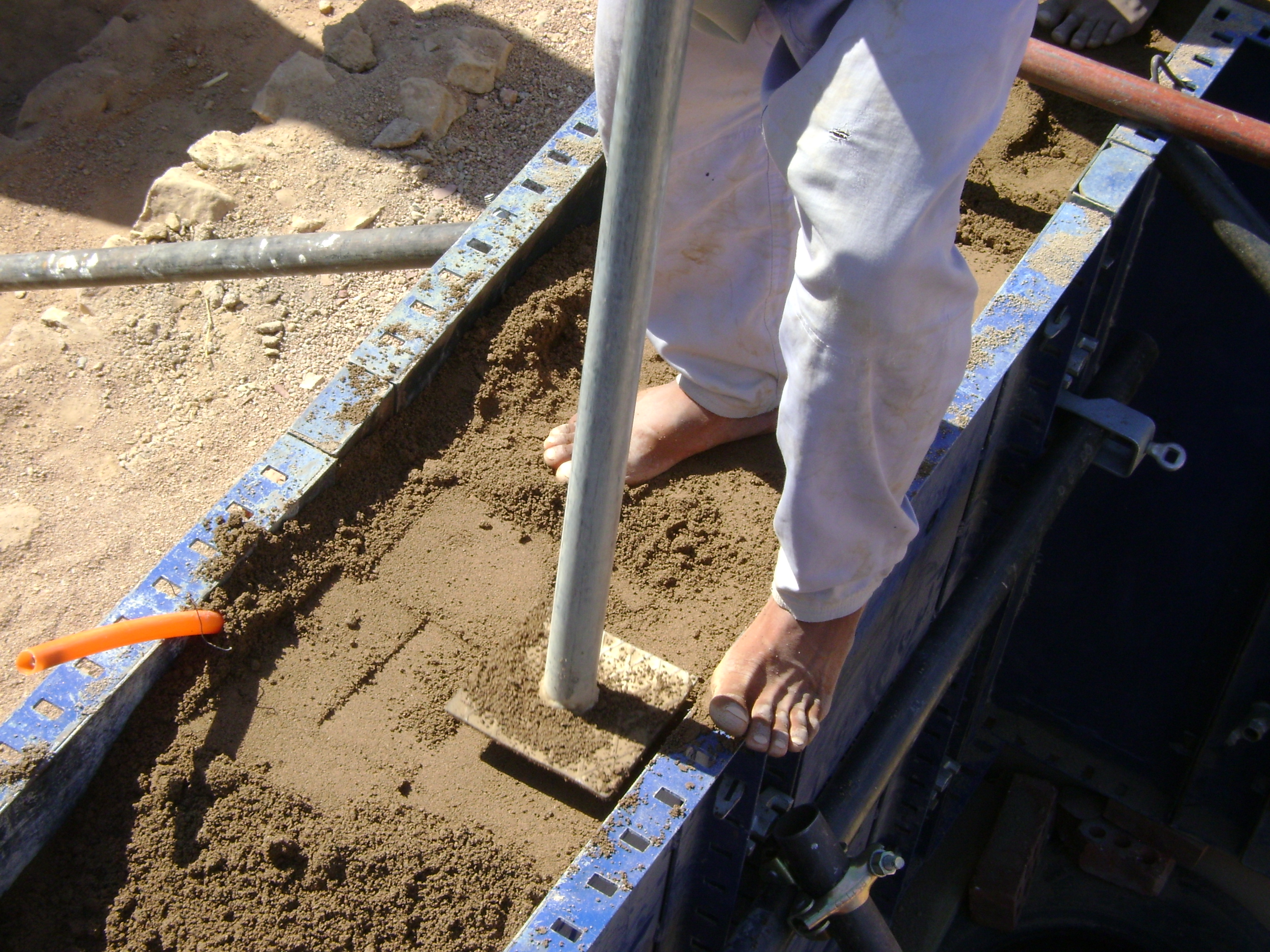
صورة لدك التربة داخل ألواح معدنية

التربة المدكوكة هي واحدة من تقنيات البناء المتوافق وتعتمد بشكل أساسي علي مادتي التربة (الطفلة) والماء ونسبة قليلة من الأسمنت. يمكن إضافة بعض الإضافات الأخرى كمثبتات: مثل الجير أو الرماد (الكربون). وتعتبر التربة المدكوكة من التقنيات القديمة الشائع استخدامها في صحاري اليمن والمغرب العربي. تحقق التربة المدكوكة كفاءة عالية في العزل الحراري للفراغات الداخلية وهي طريقة قليلة التكلفة نسبيا نظرا لإنها تعتمد بشكل أساسي علي مواد أولية ولا تحتاج لعمالة ذات مهارات خاصة. تصلح للمباني ذات الأغراض السكنية والتعليمية وغيرها ويمكن استخدامها حتي خمسة طوابق مع توافر الإحتياطات الإنشائية الازمة.

## كيفية إعدادها
يلزم إعداد التربة المدكوكة بعض التحضيرات، ومنها:
- تجهيز قالب البناء والذي سيتم صب خليط التربة به
- عمل تحليل لازم للتربة لمعرفة تكوينها ونسبة الطفلة أو الطين الموجودة بها والنسب المثلي الازمة من الماء والإضافات الأخرى
- تجهيز أدوات أو آلات عجن خليط التربة والدك